# His Noisy Still
His Noisy Still è un cortometraggio muto del 1920 diretto da Roy Del Ruth.

## Produzione
Il film fu prodotto dalla Fox Film Corporation (come Sunshine Comedies).

## Distribuzione
Distribuito dalla Fox Film Corporation, il film - un cortometraggio in due bobine - uscì nelle sale cinematografiche USA il 25 ottobre 1920.